# ヨゼフィーネ・ムッツェンバッヒェル
『ヨゼフィーネ・ムッツェンバッヒェル』（Josefine Mutzenbacher）は、1906年にウィーンで作者不詳として出版された性愛文学、またその主人公の女性の名。正式な作品名は『ヨゼフィーネ・ムッツェンバッヒェル―あるウィーンの娼婦の身の上話』 Josefine Mutzenbacher oder Die Geschichte einer Wienerischen Dirne von ihr selbst erzählt. 。日本では富士見ロマン文庫の日本語訳の邦題『ペピの体験』として知られる。
タイトル通り、19世紀にウィーンで人気を博したという高級娼婦の自叙伝（5歳から13歳までの少女時代の回想）という形を取っているが、彼女は匿名の作者が創作した人物とみられる。作者については諸説あり、フェーリクス・ザルテンとする説が有力であるが、富士見ロマン文庫の日本語訳の解説では、作者と推定される人物として、ザルテンの他にアルトゥル・シュニッツラーとする説も紹介されている。
なお、本項で紹介している作品のあらすじ、登場人物名の表記等は、富士見ロマン文庫の日本語訳による。

## あらすじ
「第1部」「第2部」の名称および区分は、富士見ロマン文庫の日本語訳に従う。

### 第1部
ウィーン郊外の集合住宅に住む革細工職人の娘ヨゼフィーネ・ムッツェンバッヒェル（作品中では愛称「ペピ」で呼ばれており、以下「ペピ」と呼ぶ）は、5歳のとき同居人の若い男からスカートの下に熱い視線を注がれたことを記憶しており、彼を「最初の恋人」と呼んでいる。7歳のとき、1歳半違いの兄のフランツとともに近所に住む友達フェルドル（13歳、顔見知りのラインターレルのおかみさんによってすでに童貞喪失）とアンナ（9歳）の兄妹のところに遊びに行ったペピは、「パパとママごっこ」に誘われ、それまで知っていた遊びと違い、赤ん坊が生まれるすこし手前から始まるという独特の筋書きに多少戸惑いながらも、言われるままにフェルドルとカップリングして演技をすすめているうち、股間にくすぐったいのとは別の、未知の快い感覚を覚える。それからというもの、ペピとフランツは頻繁にフェルドル兄妹を訪ね、その親戚の少年少女たちも交えて「パパとママごっこ」（やがてそれはよりストレートな、大人顔負けの快楽の遊戯にエスカレートする）にふけった。
やがてフェルドル兄妹はよそへ引っ越していくが、彼らによっていったん呼び起こされたペピの快楽への欲求はとどまるところを知らず、兄のフランツを含む同年輩の少年たち、同居人や近所の大人の男性、行きずりの兵士に至るまで、さまざまな男たちから、あるときは誘われ、あるときは自ら誘ってその体をゆだねていった（並行してペピの相手をする少年たちのさまざまな「筆おろし」エピソードが語られる）。こうした生活は彼女が13歳になるまで続き、その肉体が十分発達する一方、兄のフランツがラインターレルのおかみさんとの思いを遂げるとりなしまでしたが、そんな最中、突然に母の死が訪れる。悲しみにくれ、ふしだらな行状を4歳上の長兄のロレンツから叱責された彼女は、それまでの生き方を悔い、「身持ちの正しい女の子」になることを決意する。

### 第2部
母の死から2ヶ月たち、自分の生き方に区切りをつけようと最寄の教会を訪れたペピは、あろうことか告解を聴いた助任司祭から、「清めの儀式」と称して再び快感を呼び覚まされる。それと同じ頃、ペピの通う学校の公教要理担当の聖職者が、女生徒たちへの淫行の容疑で逮捕され、ペピも警察の取調べを受ける。ペピの父はショックを受けつつ、これを機に自分の娘を一人の"女"としてみるようになり、ついにある晩、男やもめの寂しさを彼女の体で紛らわしてしまう。
ペピ一家の間借り人の1人で、父娘の弱みを握っていたルドルフは、自分の「情婦」と称する15歳のみなしごの娘ツェンツィを2人に引き合わせ、ペピと2人で組んで客を街角で取ることを持ちかけ、ペピの父もそれに同意する。ツェンツィの手引きで街路に出たペピは、紳士、老人、マゾの男、エロ写真家たちと出会って初仕事を果たし、人生でもっとも長い一日を終え、娼婦としての道を歩み始めるのだった。
第1部に比べて、第2部はペピが運命に翻弄されながら娼婦になっていくさまを一気に描いている観があり、ペピ父娘とルドルフ、ツェンツィら少数の人物を軸に展開する。特に、ペピと同年輩の少年たちとのさまざまな形の戯れが見られない（彼女の2人の兄も徒弟奉公に出ていてほとんど登場しない）点が第1部との大きな違いである。

## 作品に対する後世の評価

### わいせつ性をめぐる司法上の判断
ドイツでは『ヨゼフィーネ・ムッツェンバッヒェル』はドイツ連邦青少年有害メディア審査会により青少年有害文書リストに登録されている。1978年にローヴォールト出版が、本の賛辞と俗語に関する注釈をつけて新訂版を発行したが、1982年に同書が有害指定されたため行政裁判所に提訴した。連邦行政裁判所が有害指定は合法であるとの判決を下すと、ローヴォールト出版は連邦憲法裁判所に提訴した。連邦憲法裁判所は1990年、いわゆる「ムッツェンバッヒェル判決 (BVerfGE 83,130)」により、審査会の決定はドイツ憲法第5条の芸術の自由に関する基本権についての審理を欠いているとして、これを無効とする判断を下した。
この判決を受け、審査会があらためて審理しなおした結果、『ヨゼフィーネ・ムッツェンバッヒェル』をふたたび青少年有害文書リストに登録した。ローヴォールト出版は再度提訴したが、ミュンスター高等行政裁判所は、『ヨゼフィーネ・ムッツェンバッヒェル』は児童ポルノであり、審査会の審議に対する不服を認めることはできず、決定に問題はないとする判断を示した。この判決に対し、ローヴォールト出版は連邦行政裁判所に上告したが、棄却された。その後2017年11月9日に、審査会は『ヨゼフィーネ・ムッツェンバッヒェル』を青少年有害文書リストから外した。

## 類本・続編

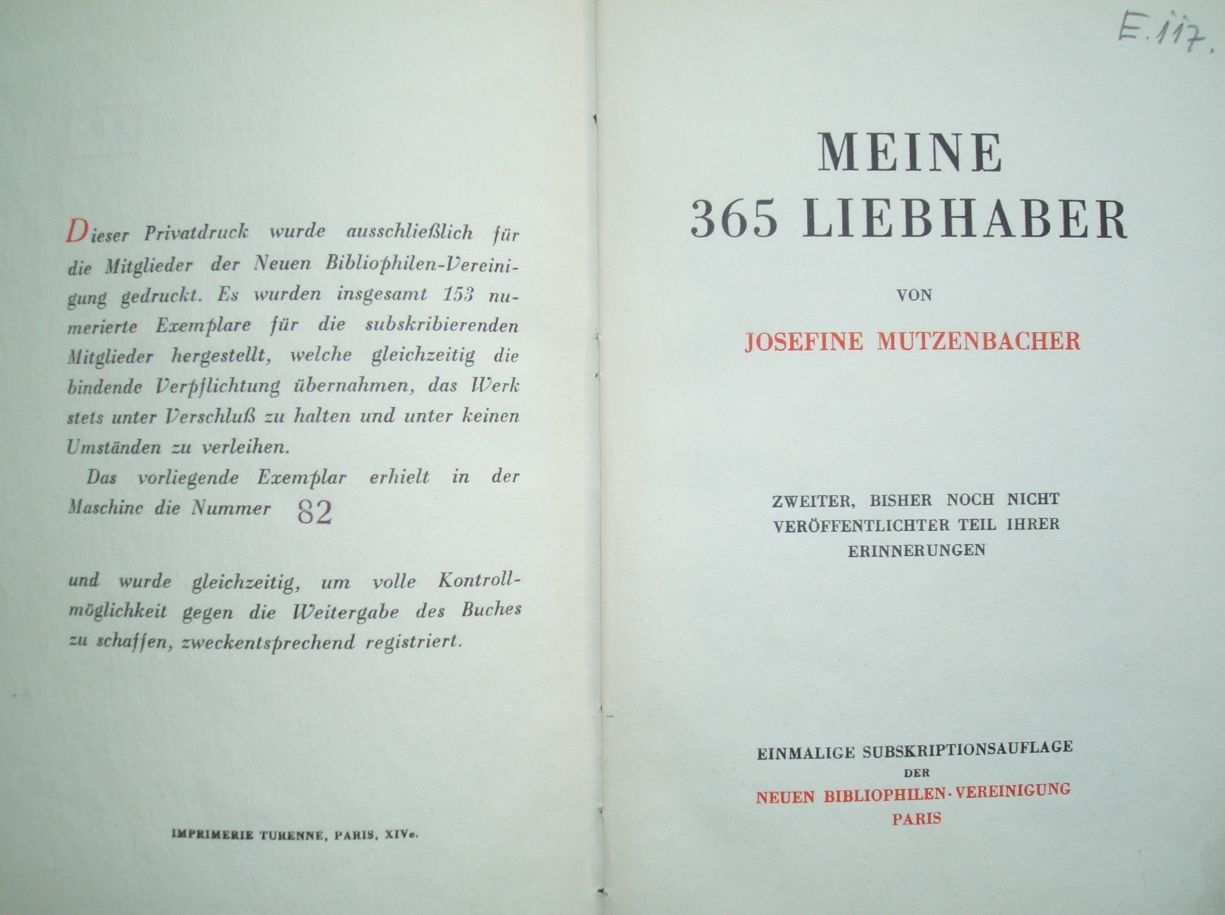
Meine 365 Liebhaber （1925年刊）の扉

『ヨゼフィーネ・ムッツェンバッヒェル』にはのちに続編が2種類登場している。タイトルはそれぞれ、"Meine 365 Liebhaber" （私の365人の愛人）、および "Peperl Mutzenbacher - Tochter der Josefine Mutzenbacher" （ヨゼフィーネ・ムッツェンバッヒェルの娘ペーペルル・ムッツェンバッヒェル）であるが、どちらも作者は知られておらず、本編作者と同一、ないしはフェーリクス・ザルテンの手になることを示す証拠もない。なお、本編を「ドイツ語の官能小説で世界水準に達したおそらく唯一のもの」と評したオスヴァルト・ヴィーナー（Oswald Wiener）は、"Meine 365 Liebhaber" については「相当に質が落ちている」、"Peperl Mutzenbacher" は「（少なくとも文学好きにとっては）つまらない」とコメントしている。
このほか、ヘルムート・クヴァルティンガー（Helmut Qualtinger）の朗読によるオーディオCD "Fifi Mutzenbacher" （フィーフィ・ムッツェンバッヒェル）が知られている。作者とされるヴォルフガング・ベルトラント（Wolfgang Bertrand）はヴォルフガング・クドルノフスキー（Wolfgang Kudrnofsky）の変名である。
2000年には、オーストリアの作家・フランツォーベル（Franzobel）が、本編の登場人物と出来事を基に、舞台設定を現代に移した小説"Scala Santa, oder, Josefine Wurznbachers Höhepunkt" （聖階段 - ヨゼフィーネ・ヴルツンバッヒェルの絶頂）を書いている。

## 日本語訳
日本では『ペピの体験』の邦題で、1977年に富士見書房（富士見ロマン文庫）から日本語訳（「作者不詳」、足利光彦訳）が出版された。この文庫本のカバーイラストは、同文庫の多くの作品と同じく、金子國義が手がけている。

## 映画

### 一般映画
本作品は1970年に西ドイツ（当時）で映画化され（クルト・ナッヒマン監督。出演：クリスチーネ・シューベルト(de:Christine Schuberth)、レナート・カッシュ他）、翌年『PORNO & EROS/痴態』の邦題で日本でも上映された。　（ドイツ語）（ドイツ語）

### アダルト版
| 公開年 | 原題 | ジョセフィーヌ役                    | 監督         | 配給会社                     | 米国版タイトル          |
| ------ | --- | ----------------------------------- | ------------ | ---------------------------- | ----------------------- |
| 1976   | Josefine Mutzenbacher wie sie wirklich war, 1. Teil (Josephine Mutzenbacher as she really was, part 1)                                                                                   | Patricia Rhomberg                   | Hans Billian | Gunter Otto Produktion       | Sensational Janine      |
| 1978   | Die Beichte der Josefine Mutzenbacher (The confession of Josephine Mutzenbacher) | Jane Iwanoff                        | Hans Billian | Starlight-Film               | Josephine               |
| 1979   | Das Haus Der Geheimen Lüste (Josefine Mutzenbacher’s Haus der geheimen Lüste) |                                     | Hans Billian | Aphrodite Film               | Secret Passions         |
| 1979   | Josefine Mutzenbacher wie sie wirklich war, 2. Teil, Mein Leben für die Liebe (Josephine Mutzenbacher as she really was, part 2, my life for love)                                       | Leila Vigso                         | Gunter Otto  | Atlantis-Film                | Professional Janine     |
| 1981   | Aus dem Tagebuch der Josefine Mutzenbacher (From the diary of Josephine Mutzenbacher) | Andrea Werdien                      | Hans Billian | Alois Brummer Filmproduktion |                         |
| 1982   | Josefine Mutzenbacher wie sie wirklich war, 3. Teil (Josephine Mutzenbacher as she really was, part 3)                                                                                   | Sandra Nova(Uschi Karnat)           | Gunter Otto  | Atlantis-Film                | The Way She Was         |
| 1982   | Josefine Mutzenbacher wie sie wirklich war, 4. Teil (Josephine Mutzenbacher as she really was, part 4)                                                                                   | Sandra Nova(Uschi Karnat)           | Gunter Otto  | Atlantis-Film                | Insatiable Janine       |
| 1983   | Josefine Mutzenbacher wie sie heute wär, 5. Teil, Dauernd erregt, erotische Männerträume (Josephine Mutzenbacher as she would be today, part 5, constantly aroused, men's erotic dreams) | Renate Huber (Carmen Chevalier名義) | Gunter Otto  | Atlantis-Film                | Josefine Mutzenbacher 5 |
| 1984   | Josefine Mutzenbacher wie sie heute wär, 6. Teil, Die Nacht der wilden Schwän(z)e (Josephine Mutzenbacher as she would be today, part 6, the night of the wild swans or cocks)           | Renate Huber (Carmen Chevalier名義) | Gunter Otto  | Atlantis-Film                | Josefine Mutzenbacher 6 |
| 1987   | Das Lustschloss der Josefine Mutzenbacher (The pleasure palace of Josephine Mutzenbacher)                                                                                                | Desirée Bernardy                    | Hans Billian | Hit-Film                     |                         |
| 1991   | Josefine Mutzenbacher, die Hure von Wien (Josephine Mutzenbacher, the whore of Vienna)                                                                                                   | Juliane W. (Vanessa Velvet名義)     | Hans Billian | Televideo Filmproduktion     |                         |